# Xã Washington, Quận Lafayette, Missouri
Xã Washington (tiếng Anh: Washington Township) là một xã thuộc quận Lafayette, tiểu bang Missouri, Hoa Kỳ. Năm 2010, dân số của xã này là 2.864 người.